# IRAS (satelit)
Infrared Astronomical Satellite (IRAS) bio je prvi opservatorij u svemiru koji je pregledao cijelo nebo u infracrvenim valnim duljinama.
Lansiran u 25. siječnja 1983, misija mu je trajala 10 mjeseci. Teleskop je bio skupni projekt na kojem su radili SAD (NASA), Nizozemska (NIVR), i Velika Britanija (SERC). Teleskop je promotrio više od 250.000 infracrvenih izvora na 12, 25, 60, i 100 mikrometarskim valnim duljinama.
Potporu pri procesiranju i analizi podataka koje je IRAS skupio pružio je Centar za procesiranje i analizu infracrvenih podataka u Kalifornijskom institutu tehnologije. IRASova arhiva se trenutno nalazi u Arhivu infracrvenih znanosti u sklopu IPACa.

## Misija
IRAS je bio prvi opservatorij koji je promotrio cijelo nebo na infracrvenim valnim duljinama. Uspješno je mapirao 96% neba četiri puta, na valnim duljinama od 12, 25, 60 i 100 mikrometara, s rezolucijama koje variraju od 30 kutnih sekundi na 12 mikrometara do 2 kutne minute na 100 mikrometara. Otkrio je oko 350.000 izvora, od kojih mnogi još nisu identificirani. Za oko 75,000 izvora se vjeruje da su zvjezdorodne galaktike, koje su i dalje u fazi formiranja zvijezda. Mnogi drugi izvori su obične zvijezde s diskovima prašine oko sebe, vjerojatno u ranoj fazi formacije planetarnog sustava. Nova otkrića uključuju disk prašine oko Vege, kao i prve fotografije jezgre Mliječnog puta.
IRASov rad, kao i rad većine infracrvenih satelita poslije njega je jako ograničavao sustav za hlađenje. Kako bi uspješno radio, infracrveni teleskop mora biti ohlađen do kriogenskih temperatura. U slučaju IRASa, 73 kilograma supratekučeg helija održavalo je teleskop na 2 kelvina (oko -271 °C), postupkom hlapljenja.  Helij unutar teleskopa je potrošen nakon 10 mjeseci, 22. studenog 1983, pa su prekinuta daljna promatranja zbog pregrijavanja. Letjelica je zadržana u Zemljinoj orbiti.

## Novosti
Opservatorij se nekoliko puta našao u vijestima. 10. prosinca 1983. izjavljeno je kako je opservatorij otkrio "nepoznati objekt", prvotno opisan kao "vjerojatno velik kao Jupiter i toliko blizu Zemlji da će postati dio našeg sunčeva sustava." Daljnja je analiza ustvrdila kako su, od nekoliko nepoznatih objekata, njih devet udaljene galaksije a deseti je "intergalaktički cirus". Ni jedna od navedenih nije u Sunčevom sustavu.
| 3200 Phaethon   | 11. listopad 1983. |
| 3728 IRAS       | 23. kolovoz 1983.  |
| (10714) 1983 QG | 31. kolovoz 1983.  |